# 視唱曲
視唱曲（義大利語：/H220, Wq. 117:2）是一首短的C小調獨奏曲子，速度120BPM（即快板）。本曲由卡尔·菲利普·埃马努埃尔·巴赫（C·P·E·巴赫）寫於1786年。雖原曲被創作時稱作Solfeggio，但Solfeggietto現在更廣為人知。且這首曲子被認為是托卡塔曲。
對一個曲子來說，全部的單音是很不尋常的（單音即在同個時間軸上，不會演奏不同的音符）。本曲出現在許多的詩集中，並給學生使用。此曲同時也促進了雙手交替彈奏十六分音符的技術。這個曲子也有出現在不少的音樂類遊戲，例如：「別踩白塊兒」裡。
這首曲子是卡尔·菲利普·埃马努埃尔·巴赫最廣為人知的鋼琴曲，以致於Paul Corneilson認為這首歌的副標題是「超越C小調視唱曲」。Owens也認為此曲是C.P.E.巴赫最有名的鋼琴曲。

## 其他來源
- Negri, Paul (2004) Baroque Keyboard Masterpieces: 39 Works by Bach, Handel, Scarlatti, Couperin and Others.  Courier Dover Publications.
- Owens, Thomas (1995) Bebop:  The music and its players.  Oxford:  Oxford University Press.
- Powers, Doris Bosworth (2002) Carl Philipp Emanuel Bach: A Guide to Research.  Psychology Press.